# 니시히라타촌
니시히라타촌(西平田村)은 야마가타현 아쿠미군에 있던 촌이다.

## 역사
- 1889년 4월 1일 - 정촌제 시행에 수반해 이쿠마군 3촌이 합병해 니시히라타촌이 성립하였다.
- 1941년 4월 1일 - 일부가 히라타촌에, 그 외는 사카타시에 편입해 소멸하였다.

## 참고문헌
- 『市町村名変遷辞典』東京堂出版、1990年。